# Státní znak Thajska
Státní znak Thajska je emblém tvořený mytickým ptákem Garudou, existující v hinduistické a buddhistické mytologii, v nichž je symbolem volnosti a lepšího rána. Na Garudovi údajně létal bůh Višnu. Pták je zobrazován v červené a zlaté barvě, oficiální barvy (2008) však nebyly stanoveny.

## Historie
Jeden z prvních thajských symbolů se (prý) objevil po roce 1782, kdy na trůn usedl Ráma I., zakladatel dodnes panující dynastii Chakri. Ráma I. doplnil na červený list vlajky bílé buddhistické Kolo zákona. To mělo na vnitřní straně ozdobný prstenec a bylo bez loukotí.
Roku 1817 přidal Ráma II. do středu kola bílého slona. Podle počtu velmi vzácných bílých slonů se ve své době posuzovala důstojnost a síla siamských králů. V buddhistické víře vstoupil podle legendy Buddha do lůna své matky v podobě bílého slůněte.
V roce 1855 odstranil Ráma IV. z vlajky Kolo zákona a nahradil ho bílým slonem.
Roku 1856 se název země změnil na Království Siam a jako státní znak byl užíván královský emblém. Ten byl tvořen kruhem s postavami z indické mytologie: garudy, hada naga a boha Višnua. (není obrázek)

Thajská vlajka (1782–1817) Poměr stran: 2:3
Thajská vlajka (1817–1855) Poměr stran: 2:3
Thajská vlajka (1855–1916, 1941–1945) Poměr stran: 2:3

Roku 1873 (za vlády Rámy V. Čulalongkorna) byl zaveden první oficiální thajský státní znak. Ten byl tvořen po evropském vzoru štítem, rozděleným do tří částí. V horním, zlatém poli byl mytický, bílý, trojhlavý slon (dopravním prostředkem boha Indry), v dolním, heraldicky pravém, červeném poli byl opět slon (jdoucí, vpravo hledící), v dolním levém, růžovém poli byly dva zkřížené krátké meče. Štít byl ohraničen dvojitým řetězem s Čulalongkornovým řádem. Nad štítem byla zlatá, ze špice zářící, siamská koruna, pod ní stříbrné Kolo zákona, protnuté stříbrným trojzubcem a po stranách štítu zlaté, sedmistupňové slunečníky. Za štítem byly zkřížené zlatý meč se zlatou holí, obtočené růžovými stuhami. Štítonoši byly heraldicky vpravo lev se sloním chobotem a vlevo přirozený lev, oba stojící na modrém podstavci ธารพระกร (Than Phra Kon), pod kterým byla červená zdobená stuha s mottem สพฺเพสํ สงฺฆภูตานํ สามคฺคี วุฑฺฒิ สาธิกา (Sabbesam Sanghabhutānam Sāmaggī Vuḍḍhi Sādhiga) (česky Jednota přinese štěstí). Celý znak byl položen na stříbrný, zlatě zdobený, královský plášť.
Slon v horním poli symbolizoval Siam, tři hlavy zase jeho severní, centrální a jižní část. Slon v dolním pravém poli vazalský Laoský stát a meče kris vazalský malajský stát. Koruna byla nejdůležitějším královským odznakem a symbolem království. Kolo zákona symbolizuje dynastii Chakri. Zlatý meč se zlatou holí byly další královské odznaky. Štítonoši reprezentovali prastaré departmenty Kalahom (Kojasiha) a Mahatthai (Rajasiha). Levý štítonoš byl Kojasiha (คชสีห์) tzv. sloní lev (lev s chobotem) a napravo Rajasiha (ราชสีห์) tzv. král lvů.[zdroj?]

Thajský znak (1873–1910)

Roku 1896 by Siam uznán za nezávislý stát. V roce 1910 zavedl Ráma VI. Maha Važiravud nový státní znak (Garudu), platný dodnes.

## Další použití znaku
Garuda je také zobrazen na indonéském státním znaku, kde ovšem nese na hrudi štít se znaky.
Jednou z Ásan, jógových pozic, je Garudásana.